# Tine Hens
Tine Hens (Leuven, 1974) is een Belgisch historicus en journalist die zich vooral richt op de klimaat- en biodiversiteitscrisis. Ze werkt onder meer voor MO* en Knack.

## Biografie
Hens studeerde geschiedenis aan de Katholieke Universiteit Leuven en werd er in 1996 licentiaat. In 1999 begon ze als freelance journalist voor De Standaard, Humo en Knack. In 2007 keerde ze terug naar haar alma mater en doctoreerde in 2011 op de Eerste Wereldoorlog.
In 2015 publiceerde ze Het klein verzet over de rol die burgers kunnen spelen door zelf kleinschalige initiatieven te ondernemen op het gebied van milieu en klimaat.
In 2017 begon ze te schrijven voor MO* en won er de persprijs van de Federale Raad voor Duurzame Ontwikkeling binnen de categorie elektronische media met het dossier Klimaattop Marrakesh.
In 2021 verscheen haar boek Het is allemaal de schuld van de Chinezen! waarin ze argumenten van klimaatsceptici weerlegt.